# Acrodactyla indica
Acrodactyla indica là một loài tò vò trong họ Ichneumonidae.